# Mesagne
Mesagne é uma comuna italiana da região da Puglia, província de Brindisi, com cerca de 27.718 habitantes. Estende-se por uma área de 122 km², tendo uma densidade populacional de 227 hab/km². Faz fronteira com Brindisi, Latiano, Oria, San Donaci, San Pancrazio Salentino, Torre Santa Susanna.

## Demografia
| Variação demográfica do município entre 1861 e 2011                               |
|                                                                                   |
| Fonte: Istituto Nazionale di Statistica (ISTAT) - Elaboração gráfica da Wikipedia |